# QBS 바로보기
《QBS 바로보기》는 QBS에서 방송되었던 수도권 지역의 DMB TV 비평 옴부즈맨 프로그램이었다.

## 방송 시간
| 방송 채널 | 방송 기간                         | 방송 시간                       |
| --------- | --------------------------------- | ------------------------------- |
| QBS       | 2009년 8월 8일 ~ 2023년 12월 23일 | 매주 토요일 오전 7시 ~ 7시 30분 |
| QBS       | 2023년 12월 27일                  | 수요일 밤 11시 50분 ~ 12시 20분 |

## 코너소개
- FROM 시청자 : QBS 프로그램에 보내주신 시청자 여러분들의 의견을 모아 전해드리는 코너
- 줌인 QBS

## 경쟁 프로그램
- 탐나는 TV (MBC TV)
- 열린TV 시청자 세상 (SBS TV)
- TV비평 시청자데스크 (KBS 1TV)
- 시청자 의회 (jtbc)
- 채널A 시청자 마당 (채널A)
- 열린비평 TV를 말하다 (TV조선)
- 열린TV 열린세상 (MBN)
- YTN 시민데스크 (YTN)
- 클릭 KNN 시청자 세상 (KNN)
- 열린TBC (TBC)